# Bulbophyllum pulvinatum
Bulbophyllum pulvinatum là một loài phong lan thuộc chi Bulbophyllum.